# The Black Waltz
The Black Waltz – czwarty album studyjny fińskiej grupy muzycznej Kalmah.

## Lista utworów
1. „Defeat” – 5:31
2. „Bitter Metallic Side” – 4:28
3. „Time Takes Us All” – 4:20
4. „To the Gallows” – 4:38
5. „Svieri Doroga” – 1:08
6. „The Black Waltz” – 4:37
7. „With Terminal Intensity” – 4:56
8. „Man of the King” – 4:00
9. „The Groan of Wind” – 5:01
10. „Mindrust” – 4:06
11. „One from the Stands” – 4:32

## Twórcy
- Pekka Kokko – śpiew, gitara
- Antti Kokko – gitara
- Timo Lehtinen – gitara basowa
- Janne Kusmin – perkusja
- Marco Sneck – keyboard
- Ahti Kortelainen – produkcja
- Mika Jussila – mastering